# Hartmut Kühne (Organist)
Hans Hartmut Kühne (* 13. Oktober 1935 in Frankfurt am Main; † 21. November 2020 in Hamburg) war ein deutscher Organist, Chorleiter und Karl-May-Forscher.

## Leben und Werk
Hartmut Kühne war der zweite Sohn von Hans und Elli Kühne. Er lebte ab 1947 bis zu seinem Tod in Hamburg.
Kühne war 1969 Mitgründer der Karl-May-Gesellschaft, für die er zahlreiche Forschungsbeiträge verfasste.
Er erlernte ab 1947 den Beruf des Schriftsetzers und studierte berufsbegleitend Kirchenmusik in Lübeck und der Musikhochschule Hamburg, das er mit dem 1967 A-Examen abschloss. Er war ab 1959 Kirchenmusiker an der Thomaskirche der evangelisch-lutherischen Kirchengemeinde Bramfeld-Hellbrook. Dort konzipierte er die Orgel der Firma Hammer maßgeblich und begleitete den Aufbau 1970. Dort gründete er die „Kantorei Hellbrook“, mit der er neben zahlreichen Konzerten auch die Schallplatte Ernste Klänge mit Kompositionen von Karl May aufnahm.
1974 wechselte er an die Erlöserkirche nach Farmsen, 1977 nach Langenhorn und wirkte ab 1979 an der Kapernaumkirche in Hamburg-Horn, von wo er sich 1998 in den Ruhestand verabschiedete. von 1989 bis 1992 leitete er außerdem den Posaunenchor und andere Ensembles der Lukasmusikanten in Hamburg-Sasel. 1982 wurde er Obmann der Posaunenchöre, 1992 Beauftragter für die Posaunenchöre im Kirchenkreis Alt-Hamburg.
In seiner musikalischen Tätigkeit pflegte Kühne eine rege Konzerttätigkeit an der Orgel, mit Orchestern und Chören, u. a. mit der Uraufführung der Vier Choralmeditationen für Orgel und Orchester von Dieter Einfeldt. Er erlernte autodidaktisch Trompete und Posaune und spielte diese in zahlreichen Bläserensembles.
Hartmut Kühne ruht im Grab seiner Eltern auf dem Friedhof Ohlsdorf, Nähe Kapelle 10.  

## Veröffentlichungen

### Monographien
- mit Joachim Biermann: Register zum Jahrbuch der Karl-May-Gesellschaft 1970–1975. 2., überarbeitete Aufl. Hansa Verlag, Husum 1999, ISBN 978-3-920421-76-6.
- Register zum Jahrbuch der Karl-May-Gesellschaft 1976–1980. Hansa-Verlag, Husum 1987, ISBN 3-92042-150-7.
- Register zum Jahrbuch der Karl-May-Gesellschaft 1981–1985. Hansa-Verlag, Husum 1991, ISBN 978-3-920421-62-9.
- mit Joachim Biermann: Register zum Jahrbuch der Karl-May-Gesellschaft 1986–1995. Hansa Verlag, Husum, ISBN 978-3-920421-74-2.
- mit Christoph Lorenz: Karl May und die Musik. Karl-May-Verlag, Bamberg 1999, ISBN 978-3-7802-0154-6.
- mit Joachim Biermann: Register zum Jahrbuch der Karl-May-Gesellschaft 1996–2000. Hansa Verlag, Husum 2004, ISBN 978-3-920421-88-9.

### Aufsätze (Auswahl)
- Die Neudrucke der Münchmeyer-Romane. Der Standort der Münchmeyer-Romane in der schriftstellerischen Entwicklung Karl Mays. In: Mitteilungen der Karl-May-Gesellschaft. Nr. 5, 1970, S. 23–24 (Onlinefassung)
- Mörike – Mozart – May. In: Mitteilungen der Karl-May-Gesellschaft. Nr. 71, 1987, S. 46 (Onlinefassung)
- Kompositionen, Lieder und Vertonungen, in: Gert Ueding (Hrsg.): Karl-May-Handbuch. Verlag Königshausen & Neumann, Würzburg 2001, ISBN 3-82601-813-3, S. 483–487.
- Riggs, Marcy und Wheeler, die drei Surveyors. Karl May und der Gebrauch des „Gatschet“ in Winnetou I. In: Mitteilungen der Karl-May-Gesellschaft. Nr. 164, 2010, S. 15–29 (Onlinefassung)
- Beckmesser, keiner besser .... [Miszelle] In: Mitteilungen der Karl-May-Gesellschaft. Nr. 115, 1998, S. 55. (Onlinefassung)

### Tonaufnahmen
- Ernste Klänge. Zwei Chorlieder von Karl May (Vergiß mich nicht und Ave Maria). ThomasKantorei Hellbrook und Kirchenchor Lohbrügge, Leitung Hartmut Kühne. Privatpressung bei Teldec. Nr. TST 77383. Hamburg 1972.
- Ave Maria und Vergiss mich nicht. Singkreis Gartenstadt, Leitung: Hartmut Kühne. In: Karl May und die Musik. CD. Karl-May-Verlag, Bamberg 1999.